# 大国民议会政府
大国民议会政府（土耳其语：Büyük Millet Meclisi Hükûmeti），通称安卡拉政府 （土耳其语：Ankara Hükûmeti），是土耳其独立战争（1921－1923年）期间及奥斯曼帝国末期设于安卡拉（时称安哥拉）的临时政府。它由土耳其国民运动领导，而非当时领导君士坦丁堡政府的奥斯曼帝国苏丹。
土耳其独立战争期间，大国民议会政府指挥名为“土耳其革命者”（Kuvâ-yi Milliye，“国民军”）的军队。在取得战争的胜利后，大国民议会政府于1923年宣布废黜哈里发，成立土耳其共和国，而大国民议会则成为了土耳其共和国的立法机关。

## 背景
安卡拉政府宣布成立时，在当时由协约国占领的君士坦丁堡（现称伊斯坦布尔）中尚存在着另一个“土耳其政府”，即奥斯曼帝国政府，它通常被称为“君士坦丁堡政府”（与位于安卡拉的大国民议会政府相对）。
大国民议会于1920年4月23日成立，并未拒绝承认君士坦丁堡政府的合法性，也没有宣布废除苏丹，但仍然在安卡拉成立了自己的政府，此即大国民议会政府，又称“安卡拉政府”，而4月23日也就成了日后土耳其乃至北塞浦路斯的“國家主權及兒童日”。大会本来应在4月22日星期四召开，只是凯末尔的代表委员会一直等到星期五祈祷之后才举行，以在穆斯林中赋予其更大的合法性。
安卡拉政府成立时，它的部长们的头衔是“Vekil”（代理部长），而非“Nazir”（部长）。
安卡拉政府成立时宣称代表土耳其，并宣布了苏丹的一切行为无效。由于当时土耳其法理上的首都君士坦丁堡正处在占领之下，该政府不得不设于安卡拉。
安卡拉政府的立法机构大国民议会的议长是穆斯塔法·凯末尔，而他日后亦成为了首任土耳其共和国总统。穆达尼亚停战协定于1922年签署，它取代了奥斯曼帝国于1918年第一次世界大战结束时所签署的穆兹罗斯停战协定，并结束了土耳其独立战争。穆达尼亚停战协定签署后，大国民议会废除了奥斯曼帝国苏丹职位，从而终结了长达七百多年的奥斯曼帝国历史，因时任苏丹穆罕默德六世被指控在协约国占领君士坦丁堡期间与协约国合作。

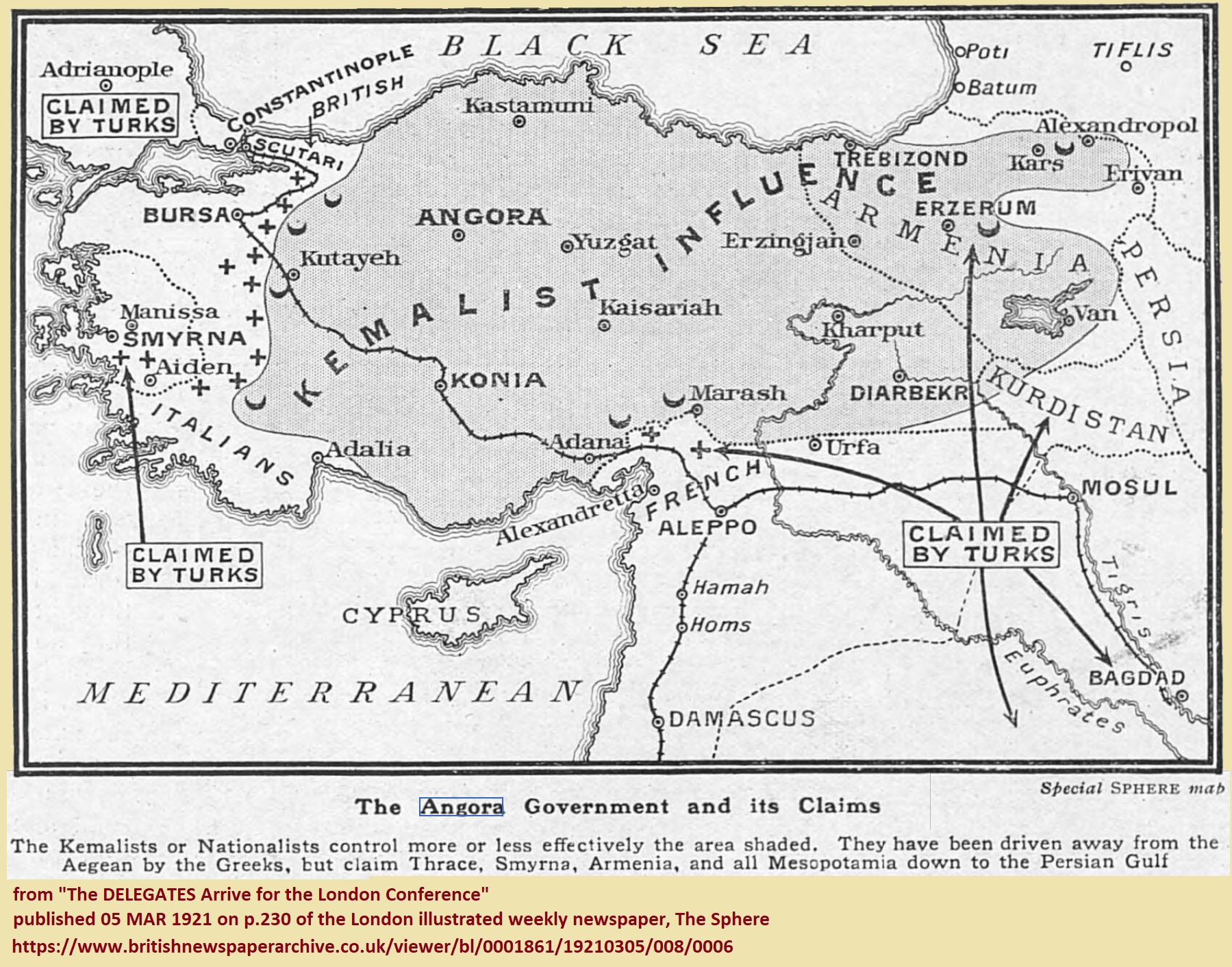
由领域于1921年3月1日至5日期间发布的地图称：安卡拉政府及其主张
凯末尔主义者或土耳其民族主义者控制了阴影区域，无论他们对那儿的管控或强或弱。他们被希腊人从爱琴海驱逐出去，但声称色雷斯、士麦那、亚美尼亚和美索不达米亚全境一直到波斯湾都是他们的领土。

奥斯曼帝国政府或称君士坦丁堡政府拒绝承认土耳其国民运动及位于安卡拉的大国民议会政府的合法性，并试图以它的军队击败大国民议会的军队，但以失败告终。1921年，采用君主制的君士坦丁堡政府的外交代表和采用共和制的安卡拉政府的外交代表同时出现在伦敦会议上。然而，出乎意料的是，由艾哈迈德·陶菲克帕夏领导的奥斯曼帝国外交团队作出让步，允许由贝基尔·萨米·昆杜领导的安卡拉政府外交团队作为土耳其的唯一代表出席会议。1923年7月24日，协约国和安卡拉政府代表签署了《洛桑条约》，从而正式承认了安卡拉政府是代表土耳其的唯一合法政府。
同年10月29日，土耳其大国民议会宣布成立土耳其共和国。

## 历届内阁
土耳其共和国成立之前的大国民政府内阁被称为“土耳其行政部长内阁”。下面是该政府的五届内阁：
- 土耳其第一届行政部长内阁（英语：1st cabinet of the Executive Ministers of Turkey）
- 土耳其第二届行政部长内阁（英语：2nd cabinet of the Executive Ministers of Turkey）
- 土耳其第三届行政部长内阁（英语：3rd cabinet of the Executive Ministers of Turkey）
- 土耳其第四届行政部长内阁（英语：4th cabinet of the Executive Ministers of Turkey）
- 土耳其第五届行政部长内阁（英语：5th cabinet of the Executive Ministers of Turkey）